# Nesopetalium
Nesopetalium is een monotypisch geslacht van kevers uit de familie van de klopkevers (Anobiidae).

## Soort
- Nesopetalium garambanum Español, 1967